# Si vis pacem, para bellum

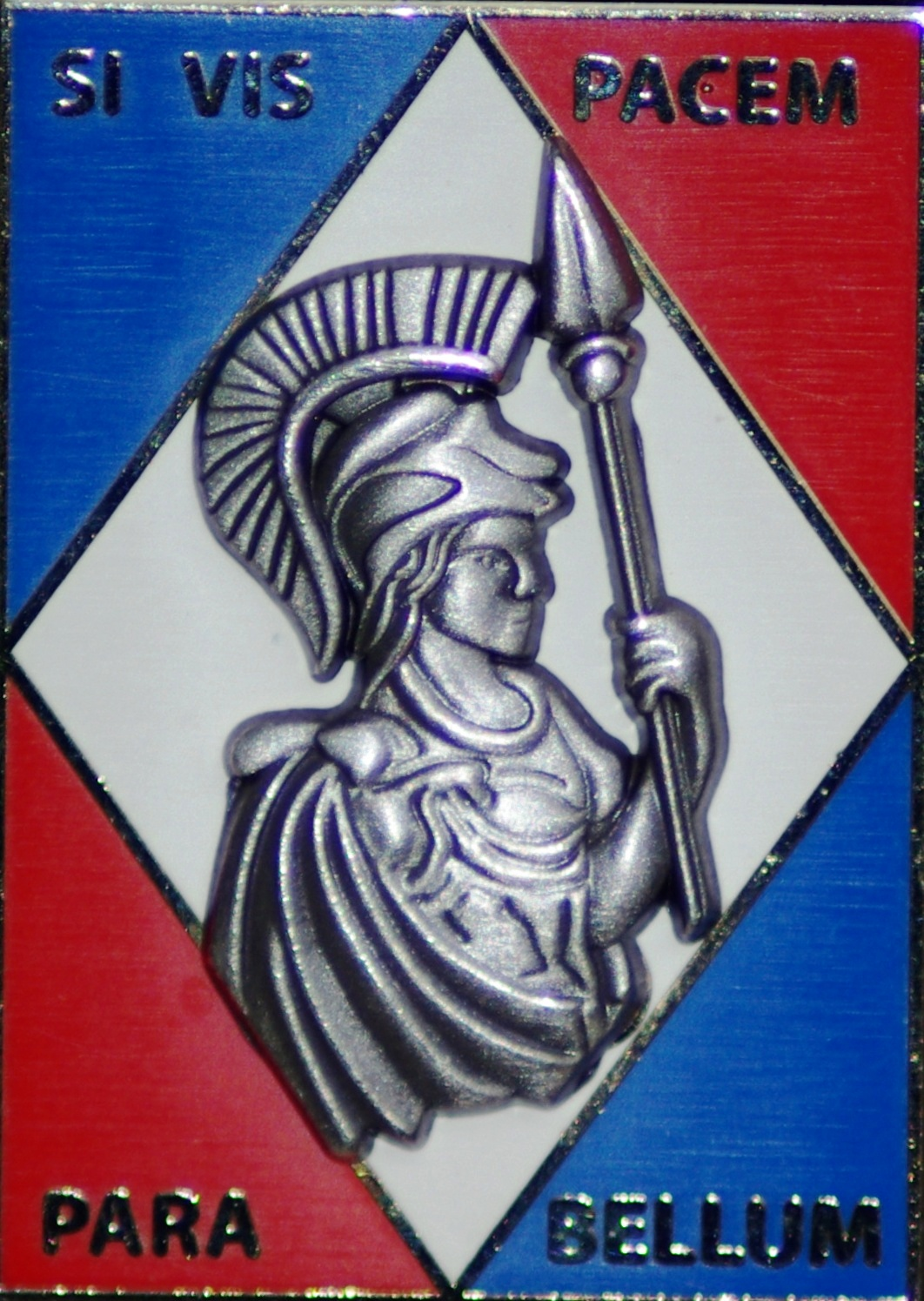
Емблема Командування навчання та доктрин армії Франції (CDEC)

Si vis pacem, para bellum (лат. «якщо ви хочете миру, готуйтеся до війни») — відомий вислів, адаптований з фрази Вегеція трактату «De Re Militari» (4-те або 5-те століття), хоча подібна ідея також присутня в більш ранніх працях, як-от «Закони» Платона. За іншою версією приписується римському історику Корнелію Непоту (94—24 року до н. е.) (життєпис фіванського полководця IV століття до н. е. Епамінонда).

## Si vis bellum para pacem
З посиланням на зовнішню політику Наполеона Бонапарта, історик де Бурьен зазначав:
Це означає, що якщо ви плануєте війну, ви повинні заскочити інші країни зненацька, проголошуючи мир. З іншого боку, може бути інша інтерпретація, в тому сенсі, що підготовка до миру може спонукати іншу сторону вести війну з вами.

## Парабелум
Друга частина приказки була використана як слоган німецькою зброярнею Deutsche Waffen und Munitionsfabriken, і є джерелом терміна «Parabellum» стосовно вогнепальної зброї та набоїв  (особливо патронів 9×19 мм Парабелум). Через це існує жартівливе викривлення фрази: «Хочеш миру — готуй парабелум». Термін протилежний паралельному англійському використанню «миротворця» для позначення пістолета Colt Single Action Army.